# I'm Not a Kid Anymore
I'm Not a Kid Anymore è il quattordicesimo album di Edgar Winter, pubblicato dalla Thunderbolt Records nel febbraio del 1994 e prodotto da Edgar Winter.
In alcune copertine reca il titolo "I'm Not a Kid Anymore", in altre, "Not a Kid Anymore".

## Tracce
Lato A
1. Way Down South (Edgar Winter)
2. Not a Kid Anymore (Edgar Winter, G. Sutton)
3. Against the Law (Edgar Winter, Jerry LaCroix, J. Pati)
4. Brother's Keeper (Edgar Winter)
5. I Wanta Rock (Edgar Winter, S. Plunkett)
6. Crazy (Edgar Winter, W. Waldman, B. Parker)
7. Just Like You (Edgar Winter, J. Duva)
8. Big City Woman (Edgar Winter)
9. Innocent Lust (Edgar Winter)
10. Wild Man (Edgar Winter, Jake Hooker)
11. Frankenstein (Edgar Winter)

## Musicisti
- Edgar Winter - voce, chitarra, archi, sassofono alto, horns, batteria, tastiere programming
- Jerry LaCroix - voce, accompagnamento vocale
- John Duva - chitarra acustica, chitarra elettrica, slide guitar, accompagnamento vocale
- Jimmy Z - armonica
- Bob Gianetti - chitarra basso, accompagnamento vocale
- Bernie Pershey - batteria programming
- Tony Bowman - accompagnamento vocale
- Gary Pavlica - accompagnamento vocale